# Nordby Sogn (Fanø Kommune)

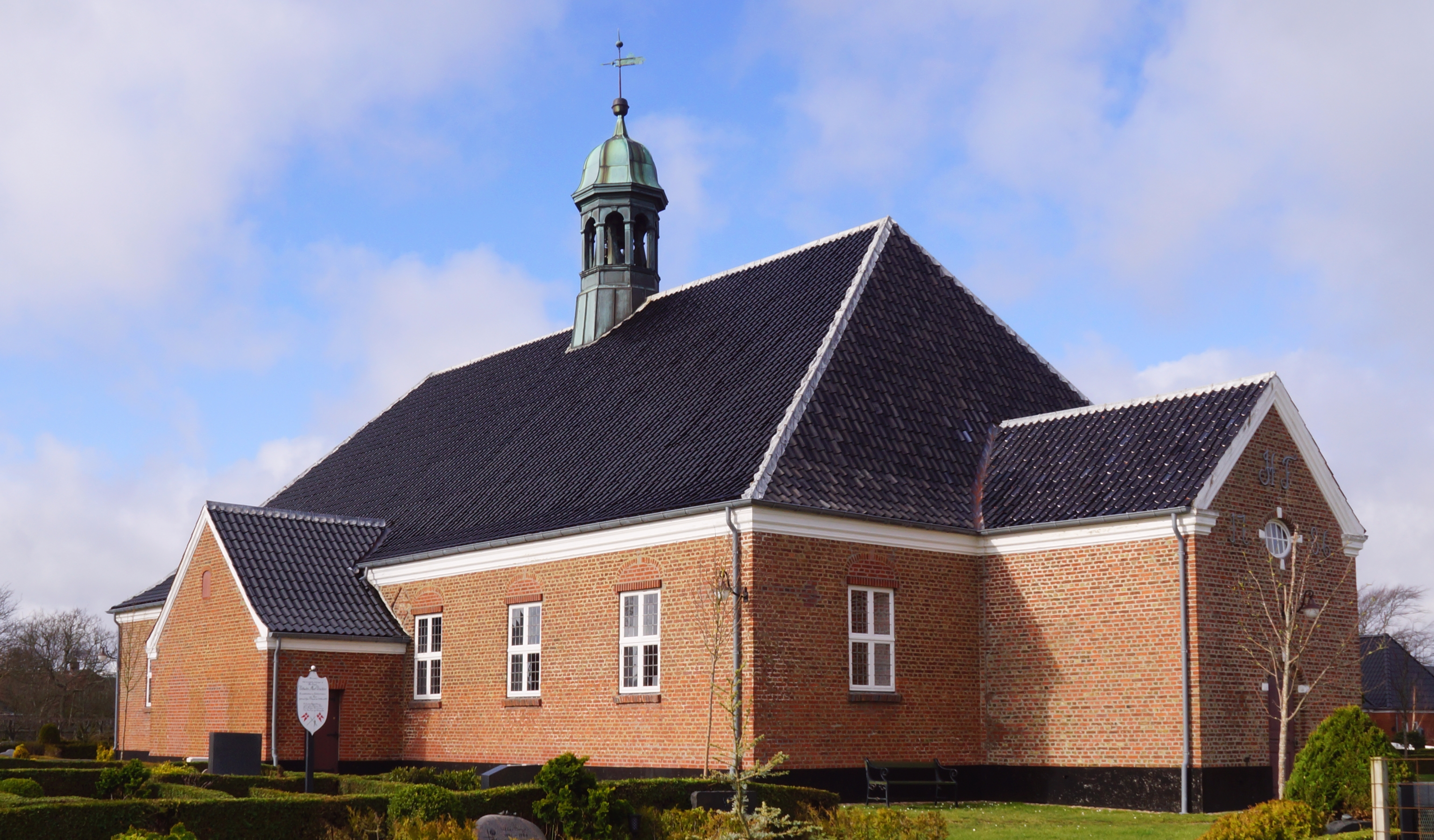
Nordby Kirke mit der Zugangsseite/Osten (2020)

Nordby Sogn ist eine ehemalige dänische Kirchspielgemeinde (dän.: Sogn) auf der Insel Fanø. Bis 1970 gehörte sie zur Harde Skast Herred im damaligen Ribe Amt, danach zur Fanø Kommune im erweiterten Ribe Amt. Mit der Kommunalreform zum 1. Januar 2007 blieb die Kommune unverändert, gehört aber jetzt zur Region Syddanmark. Seit 1. August 2019 ist der neue Fanø Sogn die einzige Kirchspielgemeinde Fanøs. In der Gemeinde liegt die Kirche „Nordby Kirke“.
Einzige Nachbargemeinde war im Süden Sønderho.
Am 1. Juli 2019 hatte die Gemeinde 3.104 Einwohner.